# New York Knicks
Die New York Knickerbockers, besser bekannt als New York Knicks, sind eine in New York City ansässige Basketball-Mannschaft der nordamerikanischen Profiliga NBA. Die Knicks sind neben den Boston Celtics und den Golden State Warriors (ehemals Philadelphia Warriors) das einzige Franchise, das seit der Gründung der Liga 1946 Mitglied ist. Ihre Heimspiele tragen sie im Madison Square Garden aus. Sie sind ein Teil der Atlantic Division in der Eastern Conference der NBA.

## Teamgeschichte

### Frühe Jahre (1946–1967)
Die Knickerbockers sind ein Gründungsmitglied des NBA-Vorläufers Basketball Association of America (BAA). Journalist und Promoter Ned Irish hatte bereits Anfang der 30er Jahre begonnen, College-Basketball im Garden zu veranstalten, was auf Grund des Erfolges zu seiner Organisation des National Invitation Tournaments (NIT) führte. Als Gründer und Präsident der Knicks hatte er darüber hinaus großen Anteil an der Gründung der Liga.
Das erste Spiel der BAA-Geschichte fand am 1. November 1946 in Toronto zwischen den Knickerbockers und den Toronto Huskies statt. Knicks-Spieler Ossie Schectman erzielte den ersten Korb der Ligageschichte, und die Knicks holten mit 68:66 den ersten Sieg. In den 1950er Jahren hatten die Knicks – angetrieben von den Hall-of-Fame-Mitgliedern Max Zaslofsky und Harry Gallatin, sowie nützlichen Rollenspielern wie Carl Braun und Nathaniel Clifton – einige starke Teams, scheiterten aber stets an den Minneapolis Lakers und deren überragendem Center George Mikan.

### Meisterschafts-Jahre (1967–1975)

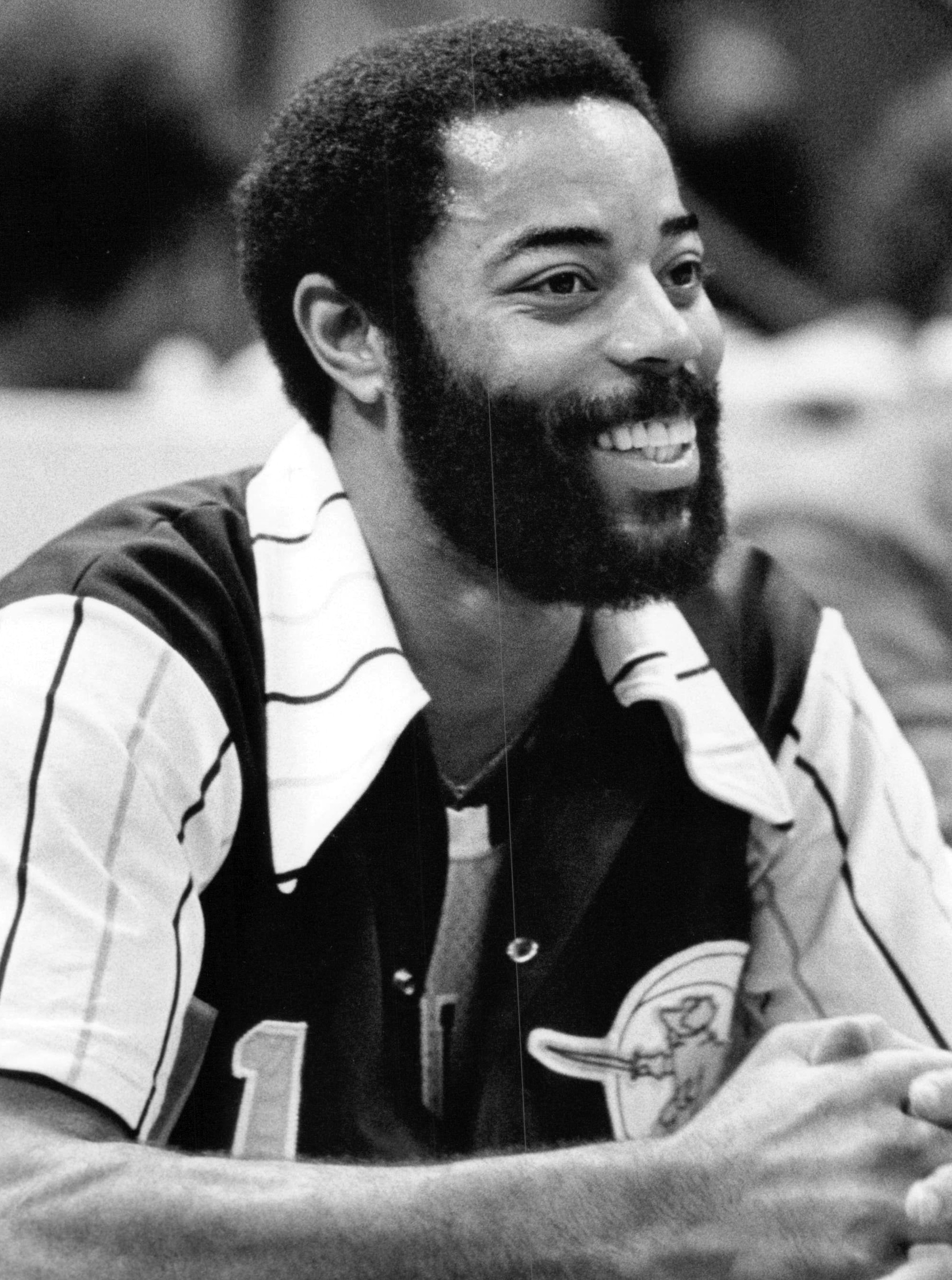
Walt Frazier, Point Guard der Knicks, 1967–1977

In den 1960er Jahren fiel das Team auseinander, und erst Anfang der 1970er stand wieder ein Meisterschaftsteam auf dem Feld. Trainiert von Red Holzman gewann die Mannschaft um Walt Frazier, Willis Reed, Dave DeBusschere und Bill Bradley die Meisterschaft von 1970 gegen die Lakers. Zwei Jahre später trafen die Knicks, verstärkt mit Jerry Lucas und Earl Monroe, in den Finals erneut auf Los Angeles und unterlagen diesmal. 1973 trafen sich beide Teams ein drittes Mal im Finale, das wieder die Knicks gewannen.

### Nach den Meisterschafts-Jahren (1975–1985)
Schon Mitte der Siebziger fielen die Knicks wieder zurück ins Mittelmaß. Bis 1977 waren fast alle Stars der Meistermannschaft zurückgetreten. Doch in dieser Saison wurde Bob McAdoo verpflichtet, ein junger dominanter Center. In der Draft von 1979 konnte mit Micheal Ray Richardson ein weiterer vermeintlicher Hoffnungsträger für das Team gewonnen werden. Aber beide Spieler wurden den Erwartungen nicht gerecht, und die Knicks konnten nicht an alte Erfolge anknüpfen.

### Die Patrick-Ewing-Ära (1985–2000)

Logo der New York Knicks von 1995–2011

Beim NBA-Draft 1985 gewannen die Knicks die erstmals durchgeführte Draft Lottery, und damit die Rechte am Ausnahmetalent Patrick Ewing. Um ihn sollte in New York versucht werden, eine neue erfolgreiche Mannschaft aufzubauen. Bis Anfang der Neunziger verlief das Unternehmen erfolglos. Das änderte sich, als 1991 Erfolgstrainer Pat Riley verpflichtet werden konnte. Die Knicks steigerten sich enorm, kamen aber lange Zeit nicht an Michael Jordans Chicago Bulls vorbei. Erst 1994, im Jahr nach Jordans erstem Rücktritt, erreichten die Knicks die NBA-Finals. Dort unterlag das Team um Patrick Ewing in sieben Spielen den Houston Rockets mit Hakeem Olajuwon. Neben Ewing war John Starks einer der Protagonisten. Im Jahr darauf schieden sie in den Conference Semifinals gegen die Indiana Pacers aus, woraufhin Pat Riley zurücktrat. Ewings Leistungszenit war Mitte der Neunziger überschritten und so sanken die Knicks zurück ins Mittelmaß. Allerdings gelang ihnen 1999 das Kunststück, als achtplatzierte Mannschaft in die Finals vorzustoßen, wo sie gegen die San Antonio Spurs verloren. Allan Houston, Latrell Sprewell und Marcus Camby waren die Stützen des Teams. Im Jahr 2000 wurde Ewing nach Seattle abgegeben und der Neuaufbau des Teams begonnen.

### Harte Zeiten (2000–2008)
Der dabei glücklose General Manager Scott Layden wurde 2003 entlassen und durch Isiah Thomas ersetzt. Dieser holte Stephon Marbury im Spielertausch (Trade) nach New York, blieb ebenso erfolglos wie sein Vorgänger. Auch in der Saison 2005/06 blieben die New York Knicks hinter den Erwartungen der eigenen Fans und der Franchise zurück. Die zur Saison 2005/06 verpflichtete aus Brooklyn stammende Trainerlegende Larry Brown wurde mit einem Fünf-Jahres-Vertrag ausgestattet. Nach nur einer völlig frustrierenden Saison wurde Brown unter kontroversen Bedingungen seines Amtes enthoben und der General Manager Isiah Thomas von Besitzer Dolan zum Coach berufen. In der Saison 2006/07 konnten die Knicks um Eddy Curry zwar lange im Rennen um die Playoffränge mithalten, wurden zum Saisonende durch Verletzungen mehrerer Leistungsträger zurückgeworfen. Im Sommer 2007 konnten die Knicks noch einen Starspieler in den Big Apple lotsen. Sie verpflichteten Zach Randolph (zusammen mit Fred Jones und Dan Dickau) von den Portland Trail Blazers im Tausch gegen Channing Frye und Steve Francis. Nach der Pre-Season wurden Dan Dickau und Demetris Nichols, den die Knicks im NBA-Draft 2007 ausgewählt hatten, aus ihren Verträgen entlassen, um die Spielerzahl auf die maximal erlaubten 15 zu reduzieren.

### Der große Umbruch (2008–2012)

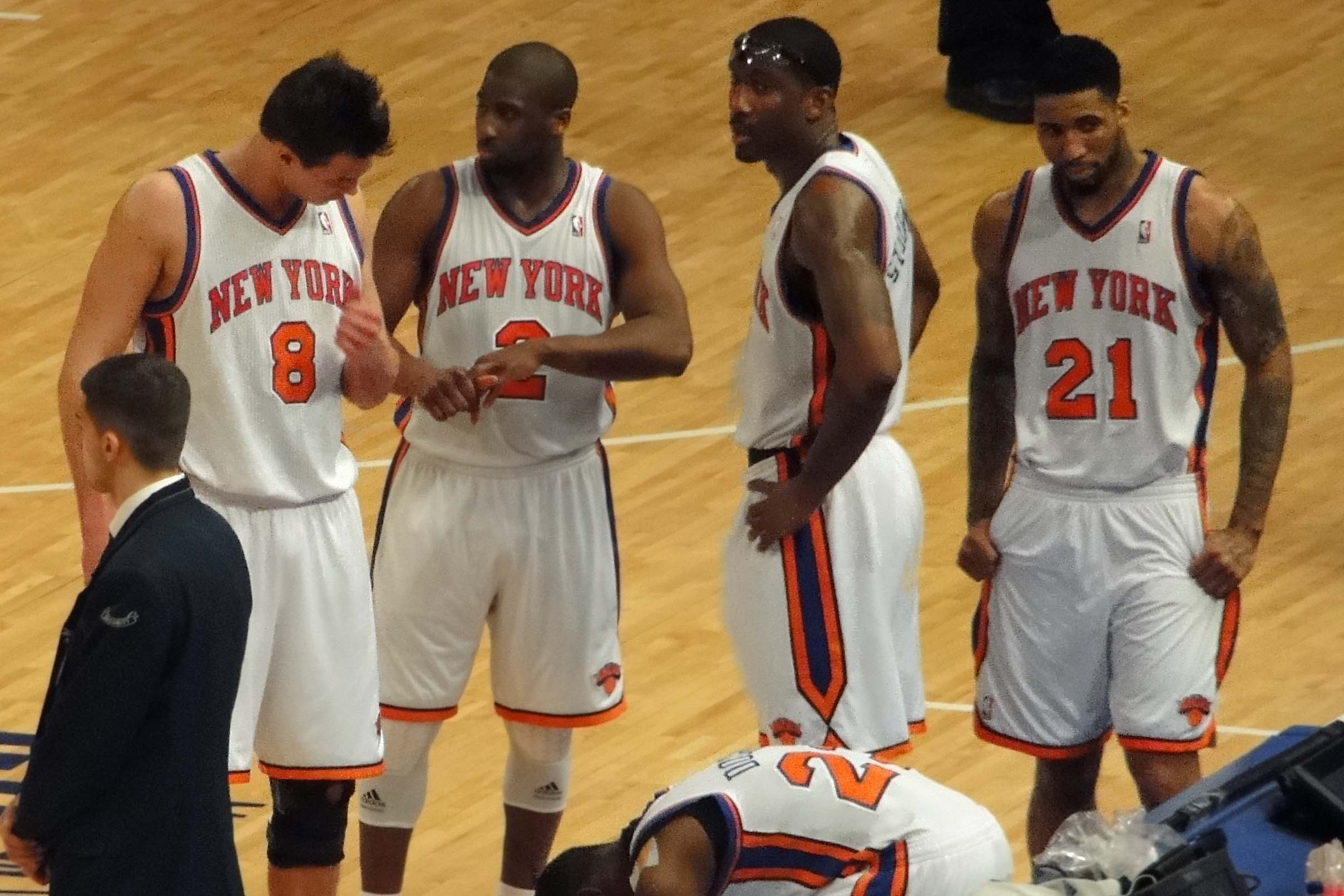
Team der New York Knicks mit Amar'e Stoudemire (2010/11)

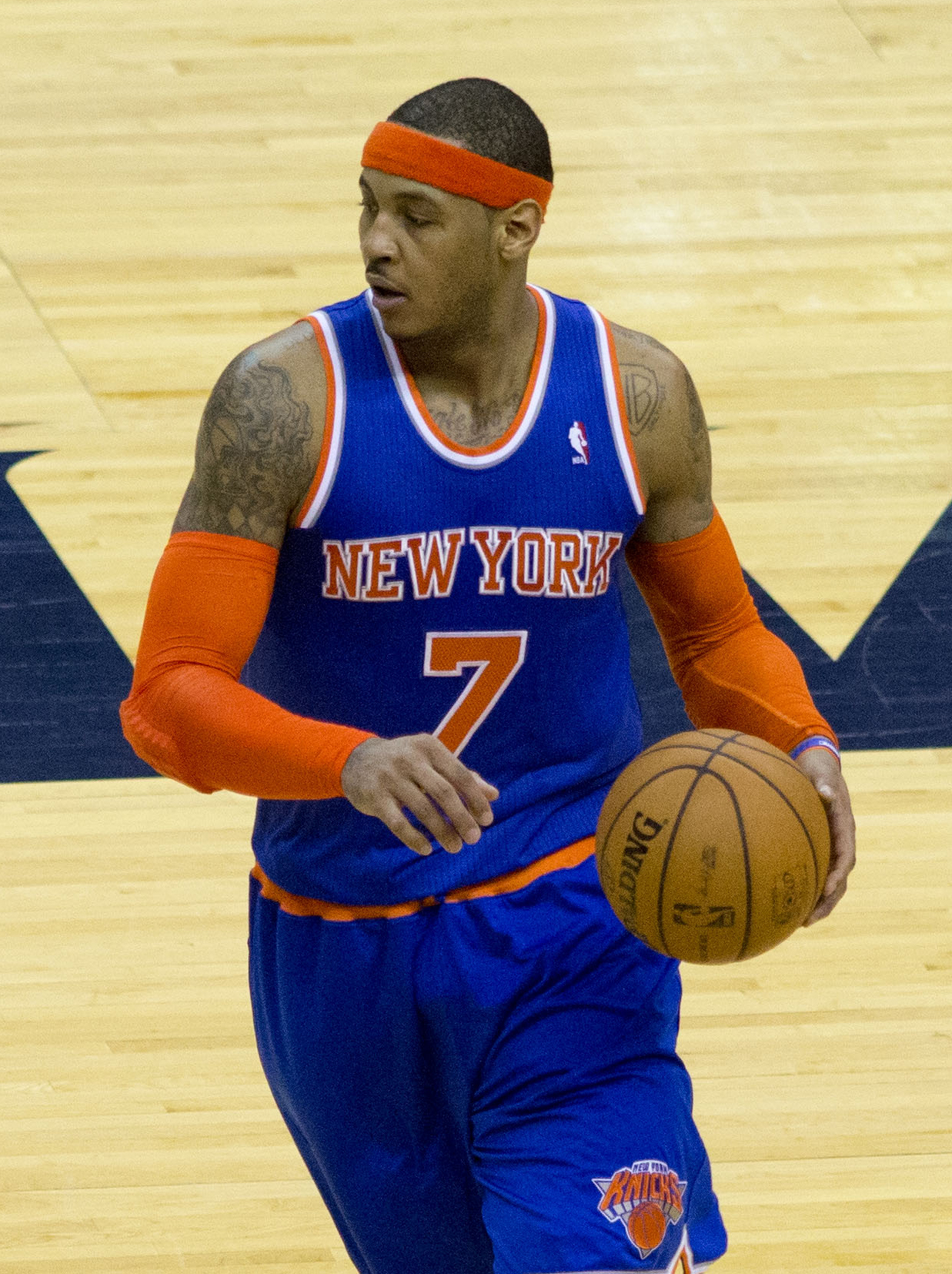
Carmelo Anthony

Anfang April 2008 verpflichteten die Knicks mit Donnie Walsh einen neuen General Manager. Unter seiner Führung soll in Zukunft ein neues Team aufgebaut werden. Eine der ersten Amtshandlungen Walshs war es, den bisherigen Headcoach Isiah Thomas zu entlassen. Als Nachfolger wurde Mike D’Antoni von den Phoenix Suns verpflichtet. Am 5. Juli 2010 unterzeichnete Amar'e Stoudemire einen 5-Jahres-Vertrag im Gesamtwert von 99,7 Millionen US-Dollar bei den Knicks. Daraufhin trennten sich die Knicks von David Lee und sicherten sich den Free Agent Raymond Felton für 2 Jahre. Im Februar 2011 verstärkten sich die Knicks nochmals via Trade mit Carmelo Anthony und Chauncey Billups. Zu Beginn der Saison 2011/12 wurde zusätzlich noch Tyson Chandler von den Dallas Mavericks geholt. Außerdem verpflichteten die Knicks Jeremy Lin, Baron Davis und Mike Bibby. Im NBA-Draft 2011 wählten die Knicks Iman Shumpert von den Georgia Tech Yellow Jackets. Nachdem die Saison 2011/12 nicht wie erhofft hatte gestaltet werden können, wurde Headcoach Mike D’Antoni im März 2012 entlassen. Das Team hatte zu diesem Zeitpunkt eine Bilanz von 18 Siegen und 24 Niederlagen und hatte die letzten 6 Spiele in Folge verloren. Nachfolger von D’Antoni wurde Mike Woodson. Zuvor war bekanntgeworden, dass sich innerhalb der Mannschaft vermehrt Spieler gegen den Trainer ausgesprochen hatten und somit das Management des Teams zum Handeln zwingen wollten. Am 4. Mai 2012 verloren die Knicks das dritte Spiel der Playoffserie gegen die Miami Heat und haben damit die längste Playoffniederlagenserie aller Zeiten mit dreizehn Niederlagen in Folge. Damit übertrafen sie die Memphis Grizzlies, die zuvor diesen Rekord mit zwölf Playoffniederlagen in Folge innehatten. Mit einem Sieg im vierten Spiel konnten die Knicks diese Negativserie schließlich beenden. Die Miami Heat gewannen die Serie gegen die Knicks schließlich im fünften Spiel und beendeten die Serie mit 4:1 für sich.
Bereits kurz nach Saisonende gab es vermehrt Stimmen aus dem Bereich der Mannschaft und der Fans, dass Mike Woodson weiterhin Trainer der Knicks bleiben solle. Mitte Mai gab das Management bekannt, dass Woodson einen Vertrag über mehrere Jahre erhalten habe und damit Headcoach der Knicks bleibt.

### Phil Jackson als Teampräsident (2013–2017)
Durch die Verpflichtungen von Kurt Thomas, Rasheed Wallace, Jason Kidd und Marcus Camby wurden die Knicks zum ältesten Team der Liga.
In der Saison 2012/13 gelang den Knicks ohne die verletzten Iman Shumpert und Amar’e Stoudemire mit sechs Siegen in Folge der beste Saisonstart seit 1993. In jedem dieser Spiele erzielte das Team um Carmelo Anthony mehr als 100 Punkte und gewann mit zweistelligem Vorsprung. Am Ende des Jahres 2012 konnten die Knicks eine Bilanz von 21:9 vorweisen. Damit stand das Team aus New York auf dem zweiten Platz der Eastern Conference hinter den Miami Heat. In den folgenden Monaten gab es einen Kampf um den zweiten Platz der Eastern Conference mit den Indiana Pacers. Durch einen Sieg bei dem amtierenden Meister Miami Heat, bei dem Carmelo Anthony 50 Punkte beisteuerte, konnten die Knicks sich weiterhin auf dem zweiten Platz der Eastern Conference halten. Jedoch scheiterten die Knicks in der zweiten Runde der Play-offs 2013 an den Indiana Pacers.

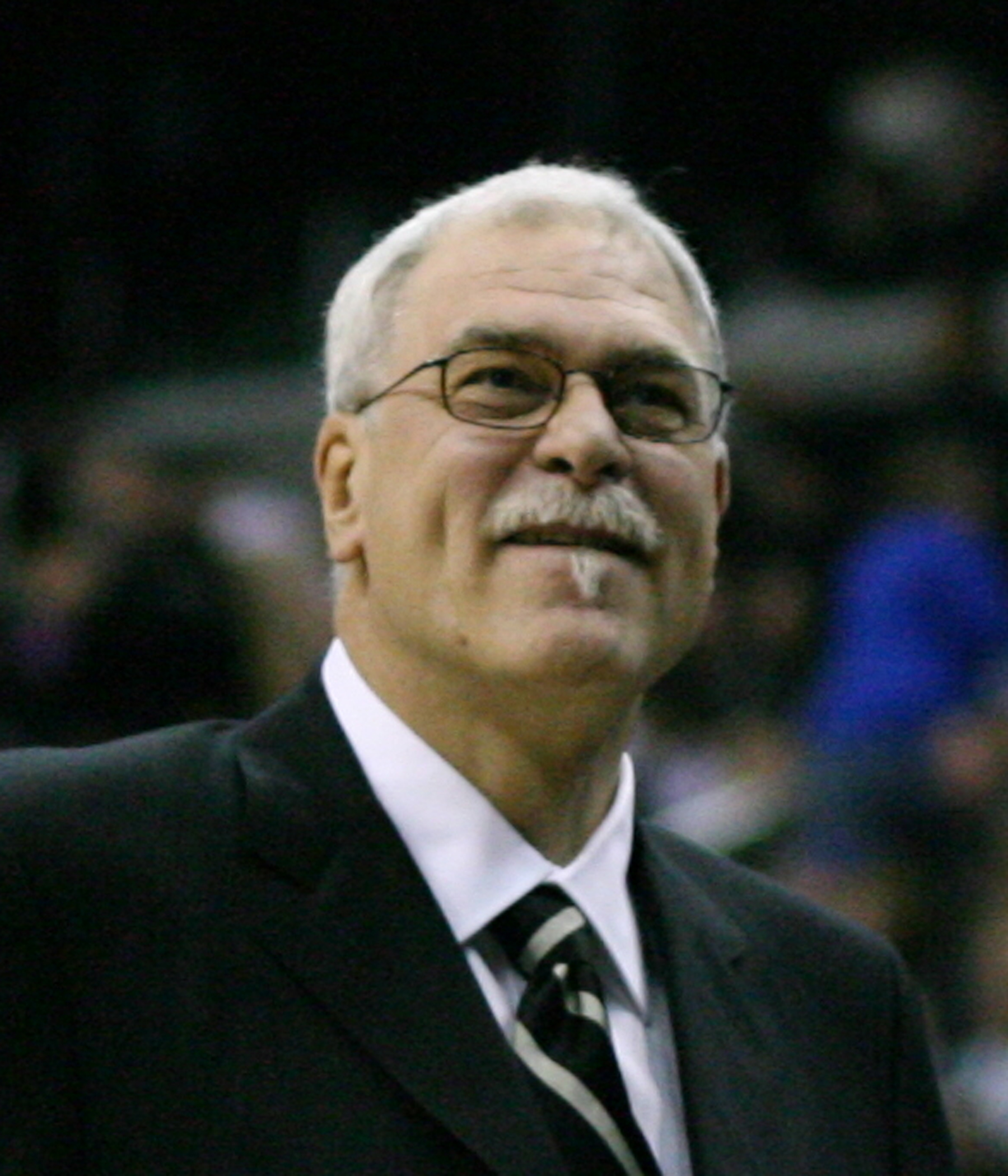
Phil Jackson Teampräsident von 2014 bis 2017

Zur Saison 2013/14 verließen Jason Kidd, Marcus Camby und Rasheed Wallace die Knicks. Als namhafte Neuverpflichtungen kamen Andrea Bargnani aus Toronto sowie Metta World Peace von den Los Angeles Lakers. Ebenfalls wurde Guard Beno Udrih als Back Up auf der Aufbauposition verpflichtet. Sportlich konnte das Team jedoch die Erwartungen selten erfüllen. Mit lediglich 37 Siegen und 45 Niederlagen verpassten die Knicks die Play-offs 2014.
Nachdem bereits im September 2013 Glen Grunwald als General Manager durch den früheren Sports Business President des Madison Square Garden, Steve Mills, abgelöst worden war, stellten die New York Knicks im März 2014 Phil Jackson als neuen Präsidenten vor. Der frühere Meistertrainer (mit elf Titeln erfolgreichster NBA-Coach) sollte in dieser Funktion gemeinsam mit Mills die New York Knicks zur lang ersehnten Meisterschaft führen. Vier Wochen später wurde Headcoach Mike Woodson nach der enttäuschenden Saison von seinen Aufgaben entbunden.
Zur Saison 2014/15 wurde Derek Fisher neuer Headcoach der Knicks. Fisher war zuvor noch als Spieler für die Oklahoma City Thunder aktiv. Die Knicks spielten eine schwache Saison und verloren zwischen Dezember und Januar 16 Spiele in Folge, was ein Negativrekord in der Geschichte der Franchise darstellte. Während des NBA All-Star Weekend 2015 wurde bekannt, dass Starspieler Carmelo Anthony für den Rest der Saison ausfallen sollte. Ebenso wurde Amar’e Stoudemire entlassen, der nach seiner schweren Verletzung nicht mehr an seine guten Leistungen anknüpfen konnte. Mit lediglich 17 Siegen aus 82 Spielen belegte man letztendlich den letzten Rang der Eastern Conference und erspielte sich damit das schlechteste Ergebnis der Vereinshistorie.
Im anschließenden NBA-Draft 2015 wählten die Knicks das lettische Talent Kristaps Porziņģis an vierter Stelle aus. Zudem wurde über die Free Agency Robin Lopez, Derrick Williams und Arron Afflalo verpflichtet. Am 8. Februar 2016 wurde Chefcoach Derek Fisher nach einer Serie von neun Niederlagen in zehn Spielen in der Saison 2015/16 entlassen. Fisher hatte bei den Knicks eine Bilanz von 40 Siegen aus 116 Spielen vorzuweisen. Als Interimslösung bis zum Saisonende wird der Assistant Coach Kurt Rambis die Mannschaft trainieren. New York verbesserte sich auf 32 Saisonsiege, verpasste die Play-offs jedoch erneut.
Am 2. Juni 2016 verkündeten die Knicks die Verpflichtung von Jeff Hornacek als neuen Head Coach.
Am 22. Juni 2016 verpflichteten die Knicks durch einen Trade Derrick Rose und Justin Holiday von den Chicago Bulls. Im Gegenzug bekamen die Bulls José Calderón, Robin Lopez und Jerian Grant.

### Neustart mit Porziņģis (Seit 2017)
Im Sommer 2017 verpflichteten die Knicks im Draft Frank Ntilikina an 8. Stelle. Kurz nach dem Draft wurde Phil Jackson als bisheriger Präsident entlassen und durch Steve Mills ersetzt. Vor dem Start der Saison 2017/18 wurde der langjährige Starspieler Carmelo Anthony zu den Oklahoma City Thunder transferiert. Im Gegenzug wechselte Enes Kanter und Doug McDermott zu den Knicks. Somit wurde der lettische Jungstar Porziņģis zum neuen Star des Teams. Weiterhin wurde Tim Hardaway, Jr. von den Atlanta Hawks zurückgeholt, sowie Michael Beasley aus China verpflichtet. Nachdem die Knicks zum fünften Mal in Folge die Play-offs verpasst hatten, trennte sich das Franchise im April 2018 von seinem Headcoach Jeff Hornacek.
Anfang Mai 2018 wurde mit David Fizdale der Nachfolger von Jeff Hornacek als Head Coach der New Yorker bekanntgegeben.
Nach sieben Saisons ohne Play-off-Teilnahme qualifizierten sich die Knicks unter Coach Tom Thibodeau in der Saison 2020/21 mit Platz 4 und einer Bilanz von 41:31 Siegen in der Eastern Conference wieder für die Playoffs. Er wurde Anfang Juni 2025 nach einer Niederlage in den Eastern Conference Finals gegen die Indiana Pacers durch President of Basketball Operations Leon Rose seines Amtes enthoben. Im Juli des Jahres übernahm Mike Brown den Posten des Head Coach.

## Aktueller Kader
| Nr. | Nat.                    | Name               | Position       | Geburt     | Größe  | Info | College               |
| --- | ----------------------- | ------------------ | -------------- | ---------- | ------ | ---- | --------------------- |
| 0   | Vereinigte Staaten      | Delon Wright       | Guard          | 26.04.1992 | 196 cm |      | Utah                  |
| 1   | Vereinigte Staaten      | Cameron Payne      | Guard          | 08.08.1994 | 191 cm |      | MSU                   |
| 2   | Vereinigte Staaten      | Miles McBride      | Guard          | 08.09.2000 | 188 cm |      | West Virginia         |
| 3   | Vereinigte Staaten      | Josh Hart          | Guard          | 06.03.1995 | 193 cm |      | Villanova             |
| 4   | Frankreich              | Pacôme Dadiet      | Forward        | 27.07.2005 | 203 cm | R    | Frankreich            |
| 5   | Nigeria                 | Precious Achiuwa   | Forward        | 19.09.1999 | 203 cm |      | Memphis               |
| 8   | Vereinigtes Konigreich  | OG Anunoby         | Forward        | 17.07.1997 | 201 cm |      | Indiana               |
| 9   | Vereinigte Staaten      | Kevin McCullar Jr. | Guard          | 15.03.2001 | 201 cm | R TW | Kansas                |
| 11  | Vereinigte Staaten      | Jalen Brunson      | Guard          | 31.08.1996 | 188 cm |      | Villanova             |
| 13  | Vereinigte Staaten      | Tyler Kolek        | Guard          | 27.03.2001 | 191 cm | R    | Marquette University  |
| 23  | Vereinigte Staaten      | Mitchell Robinson  | Center         | 01.04.1998 | 213 cm |      | Chalmette High School |
| 25  | Vereinigte Staaten      | Mikal Bridges      | Guard/Forward  | 30.08.1996 | 198 cm |      | Villanova             |
| 32  | Dominikanische Republik | Karl-Anthony Towns | Forward/Center | 15.11.1995 | 213 cm |      | Kentucky              |
| 44  | Vereinigte Staaten      | Landry Shamet      | Forward/Center | 15.11.1995 | 213 cm |      | Kentucky              |
| 55  | Deutschland Togo        | Ariel Hukporti     | Center         | 12.04.2002 | 213 cm | R    | Deutschland           |

| Nat.               | Name            | Position                              |
| ------------------ | --------------- | ------------------------------------- |
| Vereinigte Staaten | Tom Thibodeau   | Head Coach                            |
| Vereinigte Staaten | Johnnie Bryant  | Stellvertretender Head Coach          |
| Vereinigte Staaten | Andy Greer      | Assistenzcoach                        |
| Vereinigte Staaten | Darren Erman    | Assistenzcoach                        |
| Vereinigte Staaten | Rick Brunson    | Assistenzcoach                        |
| Japan              | Dice Yoshimoto  | Assistenzcoach zur Spielerentwicklung |
| Vereinigte Staaten | Roger Hinds     | Athletic Trainer                      |
| Vereinigte Staaten | Anthony Goenaga | Athletic Trainer                      |

| Abk. | Bedeutung                       |
| ---- | ------------------------------- |
| Nr.  | Trikotnummer                    |
| Nat. | Nationalität                    |
| C    | Mannschaftskapitän              |
| R    | Rookie                          |
| TW   | Two-way contract                |
|      | Verletzungsbedingte Inaktivität |

## Ehrungen und nennenswerte Leistungen

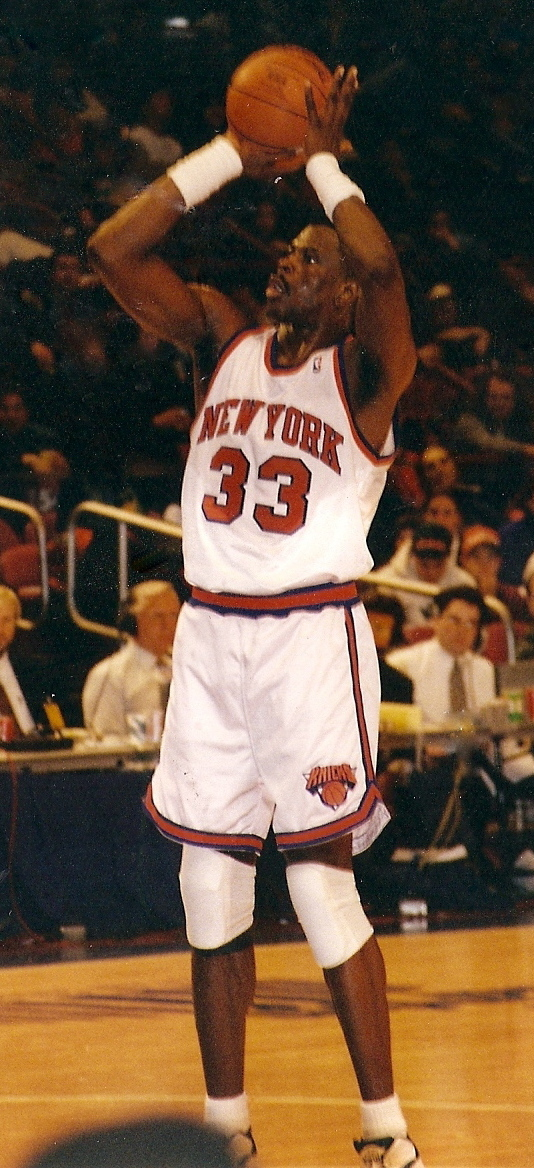
Patrick Ewing

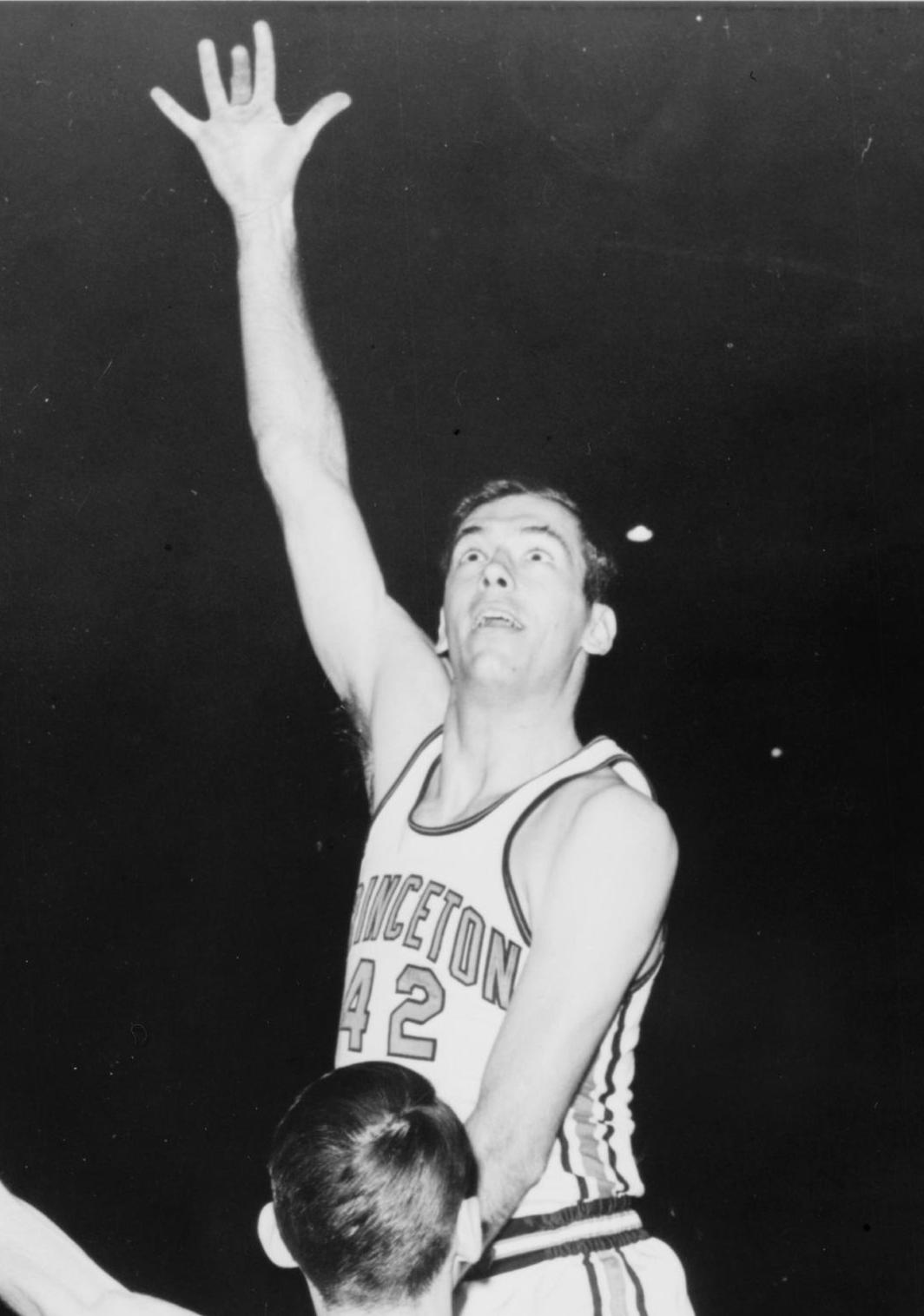
Bill Bradley

| Nr. | Nat.               | Name             | Position      | Zeit                |
| --- | ------------------ | ---------------- | ------------- | ------------------- |
| 10  | Vereinigte Staaten | Walt Frazier     | Guard         | 1967–1977           |
| 12  | Vereinigte Staaten | Dick Barnett     | Guard-Forward | 1965–1973           |
| 15  | Vereinigte Staaten | Dick McGuire     | Guard Trainer | 1949–1957 1965–1968 |
| 15  | Vereinigte Staaten | Earl Monroe      | Guard         | 1971–1980           |
| 19  | Vereinigte Staaten | Willis Reed      | Center        | 1964–1974           |
| 22  | Vereinigte Staaten | Dave DeBusschere | Forward       | 1969–1974           |
| 24  | Vereinigte Staaten | Bill Bradley     | Forward       | 1967–1977           |
| 33  | Vereinigte Staaten | Patrick Ewing    | Center        | 1985–2000           |
| 613 | Vereinigte Staaten | Red Holzman      | Chef-Trainer  | 1967–1982           |

| Art der Leistung              | Rekordwert | Spieler           |
| ----------------------------- | ---------- | ----------------- |
| Spiele                        | 1.039      | Patrick Ewing     |
| Spielminuten                  | 37.586     | Patrick Ewing     |
| Würfe aus dem Feld            | 9.260      | Patrick Ewing     |
| Versuche aus dem Feld         | 18.224     | Patrick Ewing     |
| Trefferquote aus dem Feld [%] | 74,2       | Mitchell Robinson |
| 3-Punkte-Würfe                | 982        | John Starks       |
| 3-Punkt-Versuche              | 2.848      | John Starks       |
| 3-Punkte-Trefferquote [%]     | 44,9       | Hubert Davis      |
| Freiwürfe                     | 5.126      | Patrick Ewing     |
| Freiwurfversuche              | 6.904      | Patrick Ewing     |
| Freiwurfquote [%]             | 88,6       | Mike Glenn        |
| Offensiv-Rebounds             | 2.580      | Charles Oakley    |
| Defensiv-Rebounds             | 8.191      | Patrick Ewing     |
| Rebounds (gesamt)             | 10.759     | Patrick Ewing     |
| Assists                       | 4.791      | Walt Frazier      |
| Steals                        | 1.061      | Patrick Ewing     |
| Blocks                        | 2.758      | Patrick Ewing     |
| Ballverluste                  | 3.321      | Patrick Ewing     |
| Persönliche Fouls             | 3.676      | Patrick Ewing     |
| Punkte                        | 23.665     | Patrick Ewing     |

| Nat.               | Name             | Position               | Zeit                |
| ------------------ | ---------------- | ---------------------- | ------------------- |
| Vereinigte Staaten | Walt Bellamy     | Forward-Center         | 1965–1968           |
| Vereinigte Staaten | Bill Bradley     | Forward                | 1967–1977           |
| Vereinigte Staaten | Dave DeBusschere | Forward                | 1968–1974           |
| Vereinigte Staaten | Walt Frazier     | Guard                  | 1967–1977           |
| Vereinigte Staaten | Harry Gallatin   | Forward-Center Trainer | 1948–1957 1965/66   |
| Vereinigte Staaten | Tom Gola         | Forward-Guard          | 1962–1966           |
| Vereinigte Staaten | Jerry Lucas      | Center                 | 1971–1974           |
| Vereinigte Staaten | Dick McGuire     | Guard Trainer          | 1949–1957 1965–1968 |
| Vereinigte Staaten | Earl Monroe      | Guard                  | 1971–1980           |
| Vereinigte Staaten | Willis Reed      | Center                 | 1964–1974           |
| Vereinigte Staaten | Patrick Ewing    | Center                 | 1985–2000           |

## Statistiken
| Jahr    | Siege:Niederlagen | Siege [%] | Play-offs                                                                                       |
| ------- | ----------------- | --------- | ----------------------------------------------------------------------------------------------- |
| 1946/47 | 33:27             | 55,0      | 0:2 in den Halbfinals gegen die Philadelphia Warriors                                           |
| 1947/48 | 26:22             | 54,2      | 1:2 in den Viertelfinals gegen die Baltimore Bullets                                            |
| 1948/49 | 32:28             | 53,3      | 1:2 in den Eastern Division-Finals gegen die Washington Capitols                                |
| 1949/50 | 40:28             | 58,8      | 1:2 in den Eastern Division-Finals gegen die Syracuse Nationals                                 |
| 1950/51 | 36:30             | 54,5      | 3:4 in den NBA-Finals gegen die Rochester Royals                                                |
| 1951/52 | 37:29             | 56,1      | 3:4 in den NBA-Finals gegen die Minneapolis Lakers                                              |
| 1952/53 | 47:23             | 67,1      | 1:4 in den NBA-Finals gegen die Minneapolis Lakers                                              |
| 1953/54 | 44:28             | 61,1      | 0:4 im Eastern Division-Doppelrundenturnier gegen die Boston Celtics und die Syracuse Nationals |
| 1954/55 | 38:34             | 52,8      | 1:2 in den Eastern Division-Halbfinals gegen die Boston Celtics                                 |
| 1955/56 | 35:37             | 48,6      | Nicht für die Play-offs qualifiziert                                                            |
| 1956/57 | 36:36             | 50,0      | Nicht für die Play-offs qualifiziert                                                            |
| 1957/58 | 35:37             | 48,6      | Nicht für die Play-offs qualifiziert                                                            |
| 1958/59 | 40:32             | 55,6      | 0:2 in den Eastern Division-Halbfinals gegen die Syracuse Nationals                             |
| 1959/60 | 27:48             | 36,0      | Nicht für die Play-offs qualifiziert                                                            |
| 1960/61 | 21:58             | 26,6      | Nicht für die Play-offs qualifiziert                                                            |
| 1961/62 | 29:51             | 36,3      | Nicht für die Play-offs qualifiziert                                                            |
| 1962/63 | 21:59             | 26,3      | Nicht für die Play-offs qualifiziert                                                            |
| 1963/64 | 22:58             | 27,5      | Nicht für die Play-offs qualifiziert                                                            |
| 1964/65 | 31:49             | 38,8      | Nicht für die Play-offs qualifiziert                                                            |
| 1965/66 | 30:50             | 37,5      | Nicht für die Play-offs qualifiziert                                                            |
| 1966/67 | 36:45             | 44,4      | 1:3 in den Eastern Division-Halbfinals gegen die Boston Celtics                                 |
| 1967/68 | 43:39             | 52,4      | 2:4 in den Eastern Division-Halbfinals gegen die Philadelphia 76ers                             |
| 1968/69 | 54:28             | 65,9      | 2:4 in den Eastern Division-Finals gegen die Boston Celtics                                     |
| 1969/70 | 60:22             | 73,2      | NBA-Meister gegen die Los Angeles Lakers mit 4:3                                                |
| 1970/71 | 52:30             | 63,4      | 3:4 in den Eastern Conference-Finals gegen die Baltimore Bullets                                |
| 1971/72 | 48:34             | 58,5      | 1:4 in den NBA-Finals gegen die Los Angeles Lakers                                              |
| 1972/73 | 57:25             | 69,5      | NBA-Meister gegen die Los Angeles Lakers mit 4:1                                                |
| 1973/74 | 49:33             | 59,8      | 1:4 in den Eastern Conference-Finals gegen die Boston Celtics                                   |
| 1974/75 | 40:42             | 48,8      | 1:2 in der ersten Runde gegen die Houston Rockets                                               |
| 1975/76 | 38:44             | 46,3      | Nicht für die Play-offs qualifiziert                                                            |
| 1976/77 | 40:42             | 48,8      | Nicht für die Play-offs qualifiziert                                                            |
| 1977/78 | 43:39             | 52,4      | 0:4 in den Eastern Conference-Finals gegen die Philadelphia 76ers                               |
| 1978/79 | 31:51             | 37,8      | Nicht für die Play-offs qualifiziert                                                            |
| 1979/80 | 39:43             | 47,6      | Nicht für die Play-offs qualifiziert                                                            |
| 1980/81 | 50:32             | 61,0      | 0:2 in der ersten Runde gegen die Chicago Bulls                                                 |
| 1981/82 | 33:49             | 40,2      | Nicht für die Play-offs qualifiziert                                                            |
| 1982/83 | 44:38             | 53,7      | 0:4 in den Eastern Conference-Halbfinals gegen die Philadelphia 76ers                           |
| 1983/84 | 47:35             | 57,3      | 3:4 in den Eastern Conference-Halbfinals gegen die Boston Celtics                               |
| 1984/85 | 24:58             | 29,3      | Nicht für die Play-offs qualifiziert                                                            |
| 1985/86 | 23:59             | 28,0      | Nicht für die Play-offs qualifiziert                                                            |
| 1986/87 | 24:58             | 29,3      | Nicht für die Play-offs qualifiziert                                                            |
| 1987/88 | 38:44             | 46,3      | 1:3 in der ersten Runde gegen die Boston Celtics                                                |
| 1988/89 | 52:30             | 63,4      | 2:4 in den Eastern Conference-Halbfinals gegen die Chicago Bulls                                |
| 1989/90 | 45:37             | 54,9      | 1:4 in den Eastern Conference-Halbfinals gegen die Detroit Pistons                              |
| 1990/91 | 39:43             | 47,6      | 0:3 in der ersten Runde gegen die Chicago Bulls                                                 |
| 1991/92 | 51:31             | 62,2      | 3:4 in den Eastern Conference-Halbfinals gegen die Chicago Bulls                                |
| 1992/93 | 60:22             | 73,2      | 2:4 in den Eastern Conference-Finals gegen die Chicago Bulls                                    |
| 1993/94 | 57:25             | 69,5      | 3:4 in den NBA-Finals gegen die Houston Rockets                                                 |
| 1994/95 | 55:27             | 67,1      | 3:4 in den Eastern Conference-Halbfinals gegen die Indiana Pacers                               |
| 1995/96 | 47:35             | 57,3      | 1:4 in den Eastern Conference-Halbfinals gegen die Chicago Bulls                                |
| 1996/97 | 57:25             | 69,5      | 3:4 in den Eastern Conference-Halbfinals gegen Miami Heat                                       |
| 1997/98 | 43:39             | 52,4      | 1:4 in den Eastern Conference-Halbfinals gegen die Indiana Pacers                               |
| 1998/99 | 27:23             | 54,0      | 1:4 in den NBA-Finals gegen die San Antonio Spurs                                               |
| 1999/00 | 50:32             | 61,0      | 2:4 in den Eastern Conference-Finals gegen die Indiana Pacers                                   |
| 2000/01 | 48:34             | 58,5      | 2:3 in der ersten Runde gegen die Toronto Raptors                                               |
| 2001/02 | 30:52             | 36,6      | Nicht für die Play-offs qualifiziert                                                            |
| 2002/03 | 37:45             | 45,1      | Nicht für die Play-offs qualifiziert                                                            |
| 2003/04 | 39:43             | 47,6      | 0:4 in der ersten Runde gegen die New Jersey Nets                                               |
| 2004/05 | 33:49             | 40,2      | Nicht für die Play-offs qualifiziert                                                            |
| 2005/06 | 23:59             | 28,0      | Nicht für die Play-offs qualifiziert                                                            |
| 2006/07 | 33:49             | 40,2      | Nicht für die Play-offs qualifiziert                                                            |
| 2007/08 | 23:59             | 28,0      | Nicht für die Play-offs qualifiziert                                                            |
| 2008/09 | 32:50             | 39,0      | Nicht für die Play-offs qualifiziert                                                            |
| 2009/10 | 29:53             | 35,4      | Nicht für die Play-offs qualifiziert                                                            |
| 2010/11 | 42:40             | 51,2      | 0:4 in der ersten Runde gegen die Boston Celtics                                                |
| 2011/12 | 36:30             | 54,5      | 1:4 in der ersten Runde gegen Miami Heat                                                        |
| 2012/13 | 54:28             | 65,9      | 2:4 in den Eastern Conference-Halbfinals gegen die Indiana Pacers                               |
| 2013/14 | 37:45             | 45,1      | Nicht für die Play-offs qualifiziert                                                            |
| 2014/15 | 17:65             | 20,7      | Nicht für die Play-offs qualifiziert                                                            |
| 2015/16 | 32:50             | 39,0      | Nicht für die Play-offs qualifiziert                                                            |
| 2016/17 | 31:51             | 37,8      | Nicht für die Play-offs qualifiziert                                                            |
| 2017/18 | 29:53             | 35,4      | Nicht für die Play-offs qualifiziert                                                            |
| 2018/19 | 17:65             | 20,7      | Nicht für die Play-offs qualifiziert                                                            |
| 2019/20 | 21:45             | 31,8      | Nicht für die Play-offs qualifiziert                                                            |
| 2020/21 | 41:31             | 56,9      | 1:4 in der ersten Runde gegen die Atlanta Hawks                                                 |
| 2021/22 | 37:45             | 45,1      | Nicht für die Play-offs qualifiziert                                                            |
| 2022/23 | 47:35             | 57,3      | 2:4 in den Eastern Conference-Halbfinals gegen die Miami Heat                                   |
| 2023/24 | 50:32             | 61,0      | 3:4 in den Eastern Conference-Halbfinals gegen die Indiana Pacers                               |
| 2024/25 | 51:31             | 62,2      | 2:4 in den Eastern Conference-Finals gegen die Indiana Pacers                                   |
| Gesamt  | 3025:3162         | 48,9      | 210:212 in den Playoffs (49,8 %) – 2 NBA-Meisterschaften                                        |

1. ↑  0:1 im Eastern Division Tie-Break gegen die Syracuse Nationals.
Postseason geht nicht in die Play-off-Bilanz ein.